# チャップマン・コード
チャップマン・コード (Chapman codes) は、イギリス、アイルランド、マン島、チャンネル諸島における行政区画を指示するために、系譜学において用いられる3文字から成るコード。

## 用法
このコードは、歴史学者であったコリン・R・チャップマン博士 (Dr. Colin R Chapman) によって1970年代に作成され、その目的は19世紀から20世紀にかけて存在したカウンティ名によって地域を表現することが一般的な実践となっている系譜学において、広く用いるこどができる略語表記を提供することにあった。
1972年地方自治法を受け、イングランドとウェールズでは1974年に、スコットランドでは1975年に、大幅な地方行政区画の再編が行われた。チャップマン・コードは、この再編前後のカウンティ名を網羅的に取り上げているが、その後1996年におこなわれた一部行政区画の細分化は考慮されていない。
オーストラリアなどでは、もともとイギリスとアイルランドを対象にしていたチャップマン・コードを拡張して、オーストラリアやニュージーランド、またそれら諸国へ移民を送り込んできた歴史のある欧米を中心とした諸国を対象としてカントリー・コードや地方コードを追加したものを、チャップマン・コードとして扱っている。

## その他の用法
チャップマン・コードは、地図制作や、郵便や行政サービスに用いられることはない。しかし、このコードは、郵便事業においても、同名の地名が複数ありながら、略記されずに書かれたカウンティ名なり伝統的な略語が地名の後に書かれていない場合、特に複数の同名のポスト・タウンがある「リッチモンド (Richmond)」のような事例において、役に立つものである。

## カントリー・コード
- CHI Channel Islands - チャンネル諸島
- ENG en:England - イングランド
- IOM en:Isle of Man - マン島
- IRL en:Ireland - アイルランド
- NIR en:Northern Ireland - 北アイルランド
- SCT en:Scotland - スコットランド
- WLS en:Wales - ウェールズ
- ALL All countries - すべての国

## チャンネル諸島
- ALD Alderney - オルダニー島
- GSY Guernsey - ガーンジー
- JSY Jersey - ジャージー
- SRK Sark - サーク島

## イングランド

### 歴史的カウンティ
- BDF Bedfordshire - ベッドフォードシャー
- BRK Berkshire - バークシャー
- BKM Buckinghamshire - バッキンガムシャー
- CAM Cambridgeshire - ケンブリッジシャー
- CHS Cheshire - チェシャー
- CON Cornwall - コーンウォール
- CUL Cumberland - カンバーランド
- DBY Derbyshire - ダービーシャー
- DEV Devonshire - デヴォンシャー
- DOR Dorset - ドーセット
- DUR Durham - ダラム
- ESS Essex - エセックス
- GLS Gloucestershire - グロスタシャー
- HAM Hampshire - ハンプシャー
- HEF Herefordshire - ヘレフォードシャー
- HRT Hertfordshire - ハートフォードシャー
- HUN Huntingdonshire - ハンティンドンシャー
- KEN Kent - ケント
- LAN Lancashire - ランカシャー
- LEI Leicestershire - レスターシャー
- LIN Lincolnshire - リンカンシャー
- MDX Middlesex - ミドルセックス
- NFK Norfolk - ノーフォーク
- NTH Northamptonshire - ノーサンプトンシャー
- NBL Northumberland - ノーサンバーランド
- NTT Nottinghamshire - ノッティンガムシャー
- OXF Oxfordshire - オックスフォードシャー
- RUT Rutland - ラトランド
- SAL Shropshire (Salop) - シュロップシャー
- SOM Somerset - サマセット
- STS Staffordshire - スタッフォードシャー
- SFK Suffolk - サフォーク
- SRY Surrey - サリー
- SSX Sussex - サセックス
- WAR Warwickshire - ウォリックシャー
- WES Westmorland - ウェストモーランド
- WIL Wiltshire - ウィルトシャー
- WOR Worcestershire - ウスターシャー
- YKS Yorkshire - ヨークシャー
  - ERY East Riding - イースト・ライディング・オブ・ヨークシャー
  - NRY North Riding - ノース・ライディング・オブ・ヨークシャー
  - WRY West Riding - ウェスト・ライディング・オブ・ヨークシャー

### 行政区画
- AVN Avon - エイヴォン
- CLV Cleveland - クリーブランド
- CMA Cumbria - カンブリア
- SXE East Sussex - イースト・サセックス
- GTM Greater Manchester - グレーター・マンチェスター
- HWR Hereford and Worcester - ヘレフォード・アンド・ウスター
- HUM Humberside - ハンバーサイド
- IOW Isle of Wight - ワイト島
- LND London - ロンドン
- MSY Merseyside - マージーサイド
- WMD West Midlands - ウェスト・ミッドランズ
- NYK North Yorkshire - ノース・ヨークシャー
- SYK South Yorkshire - サウス・ヨークシャー
- TWR Tyne and Wear - タイン・アンド・ウィア
- SXW West Sussex - ウェスト・サセックス
- WYK West Yorkshire - ウェスト・ヨークシャー

## スコットランド

### 歴史的カウンティ
- ABD Aberdeenshire - アバディーンシャー
- ANS Angus (formerly Forfarshire) - アンガス（旧 フォーファーシャー）
- ARL Argyll (Argyllshire) - アーガイル（アーガイルシャー）
- AYR Ayrshire - エアーシャー
- BAN Banffshire - バンフシャー
- BEW Berwickshire - ベリックシャー
- BUT Bute (Buteshire) - ビュート（ビュートシャー）
- CAI Caithness - ケイスネス
- CLK Clackmannanshire - クラックマナンシャー
- DFS Dumfriesshire - ダンフリーズシャー
- DNB Dunbartonshire - ダンバートンシャー
- ELN East Lothian (formerly Haddingtonshire) - イースト・ロージアン（旧 ハディントンシャー）
- FIF Fife - ファイフ
- INV Inverness-shire - インヴァネスシャー
- KCD Kincardineshire - キンカーディンシャー
- KRS Kinross-shire - キンロスシャー
- KKD Kirkcudbrightshire - カークドブライトシャー
- LKS Lanarkshire - ラナークシャー
- MLN Midlothian (formerly Edinburghshire) - ミッドロージアン（旧 エディンバラシャー）
- MOR Moray (formerly Elginshire) - マレー（旧 エルギンシャー）
- NAI Nairnshire - ネアーンシャー
- OKI Orkney - オークニー
- PEE Peeblesshire - ピーブルスシャー
- PER Perthshire - パースシャー
- RFW Renfrewshire - レンフルーシャー
- ROC Ross and Cromarty - ロス・アンド・クロマーティ
- ROX Roxburghshire - ロックスバーシャー
- SEL Selkirkshire - セルカークシャー
- SHI Shetland - シェトランド
- STI Stirlingshire - スターリングシャー
- SUT Sutherland - サザランド
- WLN West Lothian (formerly Linlithgowshire) - ウェスト・ロージアン（旧 リンリスゴーシャー）
- WIG Wigtownshire - ウィグタウンシャー

### 1975年から1996年にかけての地域
- BOR Borders - ボーダーズ
- CEN Central - セントラル
- DGY Dumfries and Galloway - ダンフリーズ・アンド・ガロウェイ
- FIF Fife - ファイフ
- GMP Grampian - グランピアン
- HLD Highland - ハイランド
- LTN Lothian - ロージアン
- OKI Orkney Isles - オークニー諸島
- SHI Shetland Isles - シェトランド諸島
- STD en:Strathclyde - ストラスクライド
- TAY Tayside - タイサイド
- WIS Western Isles - 西部諸島

## ウェールズ

### 歴史的カウンティ
- AGY Anglesey - アングルシー
- BRE Brecknockshire - ブレックノックシャー
- CAE Caernarfonshire - カルナールヴァンシャー
- CGN Cardiganshire - カーディガンシャー
- CMN Carmarthenshire - カーマーゼンシャー
- DEN Denbighshire - デンビーシャー
- FLN Flintshire - フリントシャー
- GLA Glamorgan - グラモーガン
- MER Merionethshire - マリオネスシャー
- MON Monmouthshire - モンマスシャー
- MGY Montgomeryshire - モントゴメリーシャー
- PEM Pembrokeshire - ペンブルックシャー
- RAD Radnorshire - ラドノーシャー

### 1974年から1996年まで
- CWD Clwyd - クルイド
- DFD Dyfed - ダヴェド
- GNT Gwent - グエント
- GWN Gwynedd - グウィネズ
- MGM Mid Glamorgan - ミッド・グラモーガン
- POW Powys - ポーイス
- SGM South Glamorgan - サウス・グラモーガン
- WGM West Glamorgan - ウェスト・グラモーガン

## 北アイルランド
- ANT Antrim - アントリム
- ARM Armagh - アーマー
- DOW Down - ダウン
- FER Fermanagh - ファーマナ
- LDY Londonderry - ロンドンデリー
- TYR Tyrone - ティロン

## アイルランド
- CAR Carlow - カーロウ
- CAV Cavan - キャバン
- CLA Clare - クレア
- COR Cork - コーク
- DON Donegal - ドニゴール
- DUB Dublin - ダブリン
- GAL Galway - ゴールウェイ
- KER Kerry - ケリー
- KID Kildare - キルデア
- KIK Kilkenny - キルケニー
- LET Leitrim - リートリム
- LEX Leix (formerly Queen's) - リーシュ（旧 クイーンズ）
- LIM Limerick - リムリック
- LOG Longford - ロングフォード
- LOU Louth - ラウス
- MAY Mayo - メイヨー
- MEA Meath - ミーズ
- MOG Monaghan - モナハン
- OFF Offaly (formerly King's) - オファリー（旧 キングズ）
- ROS Roscommon - ロスコモン
- SLI Sligo - スライゴ
- TIP Tipperary - ティペラリー
- WAT Waterford - ウォーターフォード
- WEM Westmeath - ウェストミーズ
- WEX Wexford - ウェックスフォード
- WIC Wicklow - ウィックロー